# Yohkoh
Yohkoh (raggio di sole in giapponese), conosciuto anche come Solar-A, era un satellite nato da una collaborazione tra Giappone, Stati Uniti e Regno Unito, lanciato nel 1991 al fine di studiare la nostra stella. Lasciò la terra il 30 agosto 1991 a bordo di un razzo Mu.
Tra gli strumenti in dotazione, aveva un telescopio per captare i raggi X deboli (Soft X-ray telescope, SXT), uno per i raggi X forti (HXT) e due spettrometri. Generava 50 MB di informazioni, ogni giorno, grazie a una capacità di registrare pari a 10.5 MB.
La missione fu un successo, e terminò nel 2001.
Il 12 settembre 2005, il satellite è bruciato durante il rientro in atmosfera, sopra l'Asia meridionale.